# Шон Мюррей (актор)
Шон Гарланд Мюррей (народився 15 листопада 1977) — американський актор, відомий за роллю спеціального агента Тімоті Макгі в американській телевізійній драмі NCIS, Текері Бінкса у фільмі Діснея на Хелловін «Фокус-покус» і Денні Уолдена у військовому драматичному серіалі JAG .

## Раннє життя
Шон Харланд Мюррей народився 15 листопада 1977 року в госпіталі ВМС Бетесда в Меріленді  і виріс на кількох військових базах по всьому світу, включаючи Австралію, Сінгапур, Лондон і Сполучені Штати . Коли йому було 15, батьки Мюррея розлучилися, і він з матір'ю переїхав до Лос-Анджелеса .
Батько Мюррея — капітан ВМС у відставці Крейг Харланд Мюррей (надводні операції) із понад 30-річним стажем служби. Його мати, австралійка Вів’єн Лі, вона має подвійне громадянство включно з Сполученими Штатами.  У 1998 році вона вийшла заміж за американського телепродюсера і сценариста Дональда П. Беллісаріо, який став вітчимом Мюррея. У нього є один брат, продюсер серіалу NCIS: Лос-Анджелес Чед В. Мюррей, і семеро зведених братів і сестер, включаючи актрису з «Миленьких брехунів» Троян Беллісаріо та актора JAG Майкла Беллісаріо .

## Кар'єра
Після того, як Мюррей у дитинстві вирішив, що хоче стати актором, він наполегливо працював, щоб отримати невеликі ролі, і коли йому було 11 років, він зміг стати статистом у фільмі Стіва Мартіна та Джоан К’юсак Під блакитними небесами . Телевізійні заслуги Мюррея включають головну роль у ситкомі UPN «Випадкові роки» та роль другого плану підлітка Зейна Грея Харта в комедійному/ вестерн -серіалі CBS «Харти Заходу», де Бо Бріджес — його батько, а Харлі Джейн Козак — його мати. У серіалі також знімався Ллойд Бріджес . Програма відбувалася на ранчо гостьового типу у Неваді . Мюррей також з’явився в кількох епізодах серіалу JAG, а пізніше його взяли на роль Тімоті Макгі в додатковому серіалі NCIS . Сестру Макгі грає Трояна Беллісаріо, його справжня зведена сестра. Крім того, Мюррей знявся в кількох повнометражних фільмах, включаючи «Фокус Покус» (1993), його першу появу в кінофільмі, де він зіграв Текері Бінкса. Хоча це одна з його найвідоміших ролей, його голос у фільмі озвучив Джейсон Марсден .  Серед інших його появ у фільмах — «Життя цього хлопчика »; і в « Занадто романтично » Тодда Філда .
Станом на жовтень 2024 року Мюррей є найдовшим актором NCIS, дебютувавши на початку першого сезону.

## Особисте життя
Мюррей і Керрі Джеймс, яка на той час працювала вчителькою, познайомилися в 2004 році на одному заході. Пара одружилася 26 листопада 2005 року.   У 2007 році у них народилася перша дитина, дочка (Кей Райан).  Друга дитина пари, син (Рівер Джеймс), народився в Лос-Анджелесі в квітні 2010 року.  Мюррей і його дружина розлучилися в березні 2024 року 
Донька Мюррея була запрошеною зіркою разом зі своїм батьком у 19 сезоні NCIS, епізоді « The Brat Pack ». 

## Фільмографія
| Рік          | Назва                                     | Персонаж              | Примітки                                                                                    |
| ------------ | ----------------------------------------- | --------------------- | ------------------------------------------------------------------------------------------- |
| 1991         | Backfield in Motion                       | Joe Jr.               | TV movie                                                                                    |
| 1991         | Громадянські Війни                        | Chris Conway          | Episode: "The Pound and the Fury"                                                           |
| 1992         | Too Romantic                              | Tim                   | Short film                                                                                  |
| 1993         | Hocus Pocus                               | Thackery Binx         | Nominated – Young Artist Award for Best Youth Actor Leading Role in a Motion Picture Comedy |
| 1993         | This Boy's Life                           | Jimmy Voorhees        | feature film                                                                                |
| 1993         | River of Rage: The Taking of Maggie Keene | Matthew Keene         | TV movie                                                                                    |
| 1994         | Harts of the West                         | Zane Grey Hart        | 5 episodes                                                                                  |
| 1995         | ER                                        | Bret Logan            | Episode: "A Miracle Happens Here"                                                           |
| 1995         | Silk Stalkings                            | Derek Paston          | Episode: "Sweet Punishment"                                                                 |
| 1995         | Trial by Fire                             | Danny                 | TV movie                                                                                    |
| 1996         | Fall into Darkness                        | Jerry Price           | TV movie                                                                                    |
| 1996         | For My Daughter's Honor                   | Ralph                 | TV movie                                                                                    |
| 1996         | The Lottery                               | Henry Watkins         | TV movie                                                                                    |
| 1997         | The Sleepwalker Killing                   | Christopher Lane      | TV movie                                                                                    |
| 1998–2001    | JAG                                       | Ens. Guitry           | Episode: "Innocence"                                                                        |
| 1998–2001    | JAG                                       | Danny Walden          | 6 episodes                                                                                  |
| 1999         | Touched by an Angel                       | William 'Will' Heller | Episode: "My Brother's Keeper"                                                              |
| 2000         | Boston Public                             | David                 | Episode: "Chapter Three"                                                                    |
| 2001         | Spring Break Lawyer                       | Nick Kepper           | TV movie                                                                                    |
| 2002         | The Random Years                          | Todd Mitchell         | Series regular (7 episodes — 4 unaired)                                                     |
| 2003–present | NCIS                                      | Timothy McGee         | Recurring role: season 1 (8 episodes) Main role: season 2 – present (452+ episodes)         |
| 2017         | NCIS: New Orleans                         | Timothy McGee         | Episode: "Pandora's Box (Part II)"                                                          |

## Зовнішні посилання
- Sean Murray на сайті IMDb (англ.)
- Sean Murray at TV Guide
- Sean Murray at Twitter